# Canapé (gastronomía)

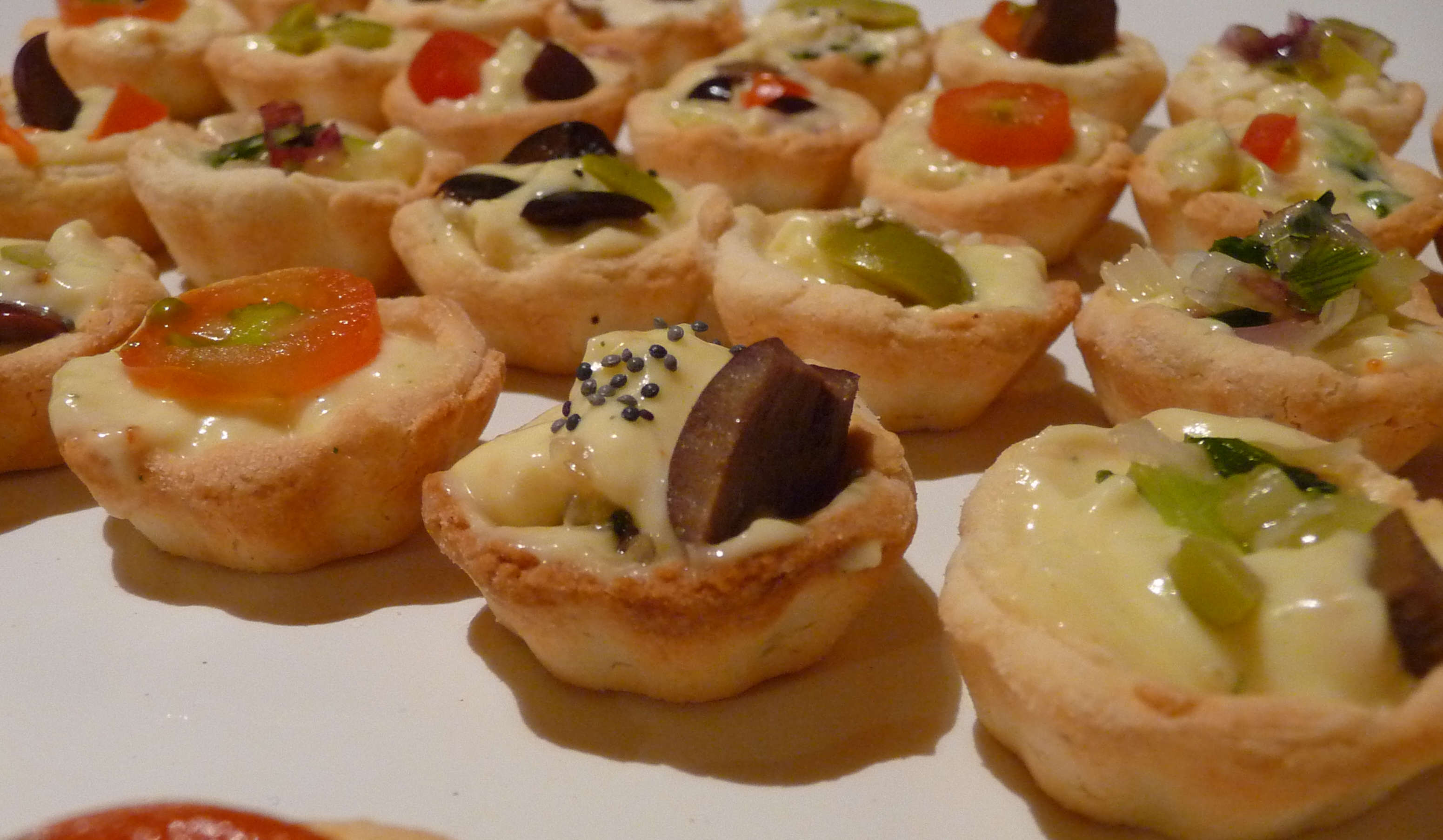
Canapés.

Los canapés (del francés, canapé, este del latín conopeum, y este del griego κωνωπεῖον, «cama con mosquitero») son aperitivos de pequeño tamaño, de ingredientes variados montados sobre un soporte de hojaldre, pan o similar. Se toman con los dedos, de un bocado. Se suelen servir en fiestas, cócteles y celebraciones, a menudo con los invitados de pie y antes de la comida principal.

## Características
Los canapés constan de galletas, tostadas o pequeñas rebanadas de pan, normalmente de hojaldre llamado volován o galleta llamado tartaleta en diversas formas que sirven como soporte para otros sabrosos alimentos tales como carne, queso, pescados, caviar, paté, purés, polenta, o condimentos.
El Soporte puede ser de pan de molde, al que se le retira la corteza y se le da diversas formas con un cortador o cuchillo. Las formas pueden incluir círculos, anillos, cuadrados, tiras o triángulos. Estos pedazos de pan pueden prepararse de diferentes maneras: 
- Fritos en aceite y secados en papel absorbente
- Untados con mantequilla u otra grasa
- Tostados

Se pueden también elaborar con crackers (tradicionalmente las de tipo Ritz). 

## Ingredientes

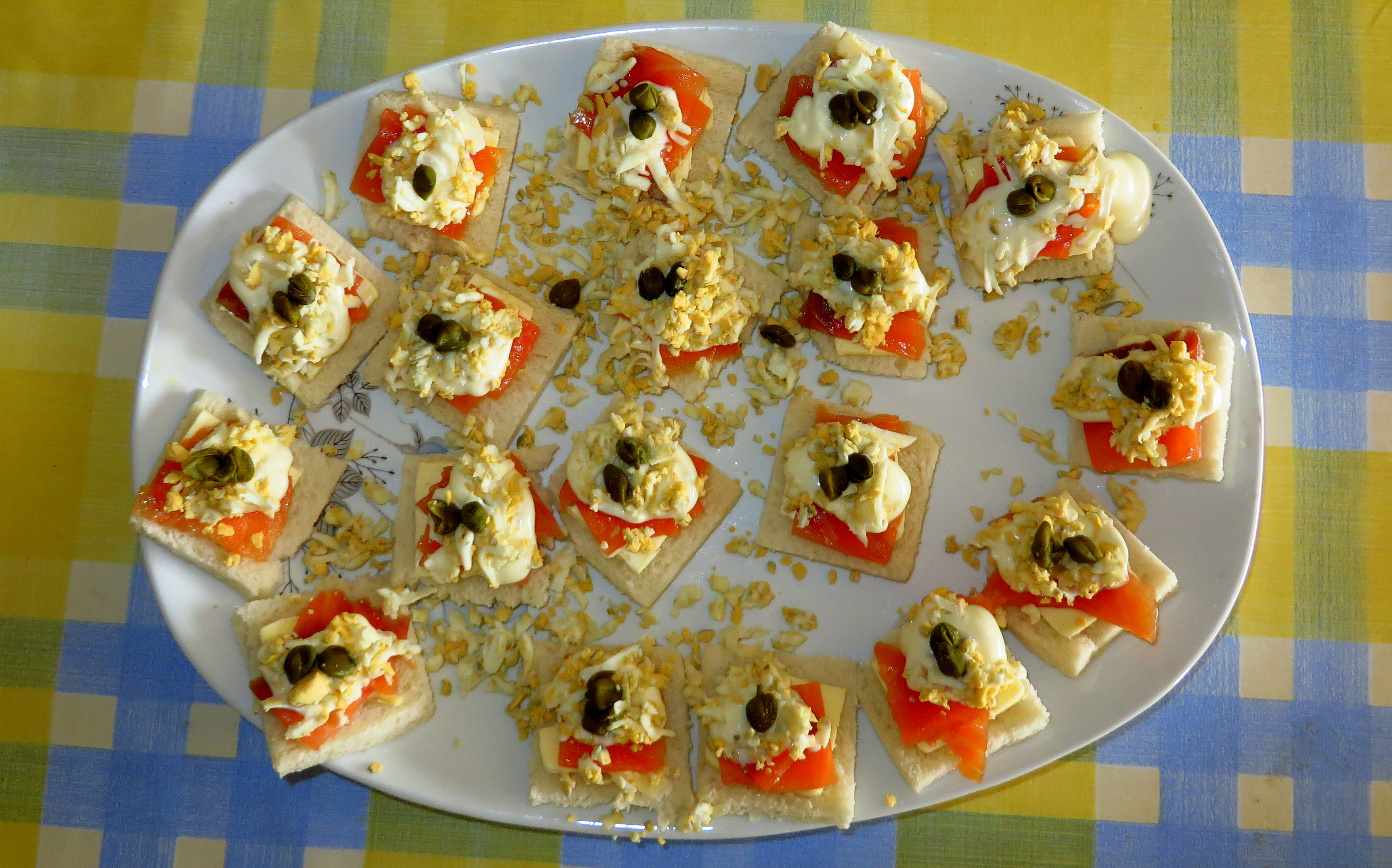
Canapés de salmón

Los ingredientes con los que se elaboran los canapés varían notablemente según la región, el ámbito en el que se van a degustar (familiar, social, institucional) e inclusive el gusto personal. Se pueden citar, sin embargo, algunos ingredientes muy frecuentes como queso (cheddar, roquefort, gouda), tomates (comunes o de la variedad "cherry"), verduras precocidas (como cebolla, apio y puerro), aderezos (mayonesa, salsa golf, etcétera), alcaparras y aceitunas.
Existe una receta milenaria que se ha hecho popular durante los últimos años: la conocida "milenium". Inicialmente originaria de Chile, pero luego llevada a Argentina, este canapé basa su particularidad en que una rebanada de champiñón se utiliza reemplazando la masa. Se suele acompañar con hummus.